# Galium ramboi
Galium ramboi är en måreväxtart som beskrevs av Lauramay Tinsley Dempster. Galium ramboi ingår i släktet måror, och familjen måreväxter. Inga underarter finns listade i Catalogue of Life.